# 相模原市立藤野中学校
相模原市立藤野中学校（さがみはらしりつ ふじのちゅうがっこう）は、神奈川県相模原市緑区小渕に存在する公立の中学校である。

## 学校教育目標
支え合い　学び合い　伸ばし合う

## 沿革

### 略歴
藤野中学校沿革より
・昭和22年5月1日　 神奈川県津久井郡吉野町外2カ村組合立藤野中学校として開校。 吉野小学校･小渕小学校・沢井小学校の一部校舎を借用して授業開始
　・29年7月15日　町村合併により校名を吉野町立藤野中学校と改称する
　・30年7月20日　町村合併により校名を藤野町立藤野中学校と改称する
　・32年5月1日　 秋川中学校を統合する
　・46年9月1日　 学校設置条例改正により町内3中学校を統合する
　・51年3月18日　校歌を制定する
　・54年3月31日　牧野校舎・佐野川校舎を廃止する

### 年表
藤野中学校沿革より
・平成 8年6月　　　「あいさつロボット」除幕式
　・10年5月　　　創立50年記念誌発行
　・14年9月　　　スクールバス廃止
　・19年3月11日　市町合併により校名を相模原市立藤野中学校と改称
　・25年2月　　　グランド備蓄倉庫設置工事完成
　・26年12月5日　桜植樹
　・27年12月1日　体育館改修工事
　・29年3月　　　普通教室空調設備設置

　・30年6月　　　防災優良表彰

## 通学区域
- 相模原市緑区[2]
  - 小渕
  - 佐野川
  - 澤井
  - 名倉
  - 日連
  - 牧野
  - 吉野1〜2082・2126〜2738

## 進学前小学校
- 相模原市緑区
  - 相模原市立藤野小学校
  - 相模原市立藤野北小学校
  - 相模原市立藤野南小学校